# Unterbehörde
Eine Unterbehörde ist im deutschen mehrstufigen Behördenaufbau von oberster, oberer, mittlerer und unterer Behörde die am Ende der Hierarchielinie liegende Bundes- oder Landesbehörde.
Sie ist im Allgemeinen im örtlichen Einzugsbereich zuständig und im dreistufigen Behördenaufbau einer Mittelbehörde nachgeordnet. Im zweistufigen Behördenaufbau untersteht sie direkt einer obersten Behörde.
Da die Ausführung von Gesetzen im Regelfall den Bundesländern obliegt, gibt es im Bereich der bundeseigenen Verwaltung nur wenige Unterbehörden. 
Untere Bundesbehörden sind:
- Bundeswehr-Dienstleistungszentren
- Bundespolizeidirektionen (früher: Bundespolizeiämter)
- Wasserstraßen- und Schifffahrtsämter
- Wasserstraßen-Neubauämter
- Hauptzollämter (einschl. Zollämter)
- Zollfahndungsämter

Bis zum Aussetzen der Wehrpflicht und ihrer hierauf folgenden Auflösung mit Wirkung zum 30. November 2012 waren auch die Kreiswehrersatzämter untere Bundesbehörden.
Untere Landesbehörden in Hessen sind beispielsweise:
- Landrat als Behörde der Landesverwaltung
- Ämter für Bodenmanagement
- Versorgungsämter (amtlich: Hessische Ämter für Versorgung und Soziales)
- Finanzämter

Bis zu ihrer Eingliederung in das Regierungspräsidium Gießen im November 2016 war auch die Erstaufnahmeeinrichtung des Landes Hessen eine untere Landesbehörde; seitdem ist sie nur noch eine Abteilung einer Landesmittelbehörde.